# Muirchertach mac Domnaill MacMurrough-Kavanagh
Muirchertach mac Domnaill MacMurrough-Kavanagh (mort le 21 juillet 1282) (en irlandais Muircheartach mac Domnaill mac Domnaill Caomhánach ) est le 2e roi de Leinster de la lignée Kavanagh, jusqu'à sa mort.

## Origine
L'origine de Muircheartach mac Domnaill demeure imprécise il semble qu'il soit l'ainé des deux fils de Domnall Óg mac Domnaill Caomhánach. Son père serait lui-même l'ainé des fils survivant de Domhnall Caomhánach. fils réputé illégitime de Diarmait Mac Murchada qui fut toi de Leinster en opposition à Richard FitzGilbert de Clare avant d'être assassiné en 1175 par O'Foirtchern et O'Nolan lors d'un combat à Naas

## Règne
C'est avec Muirchertach et son frère Art mac Domnaill que la lignée des MacMurrough-Kavanagh émerge de l'obscurité dans laquelle elle était plongée faute de mentions dans les sources depuis la mort de son fondateur en 1175. 
Il semble que pendant une grande partie de son existence Muichertach entretienne  des relations pacifiques avec les hiberno-Normands qui contrôlaient le royaume de Leinster  issus de sa parente Isabelle de Clare et de son époux Guillaume le Maréchal et de leurs héritiers représentés à son époque par Roger Bigod comte de Norfolk conseiller  du roi Édouard Ier d'Angleterre. Toutefois à partir de la décennie 1270 les Irlandais qui subsistaient indépendants dans la partie montagneuse du royaume se montrent plus agressifs, peut-être du fait de périodes de mauvais temps ayant entraîné des récoltes médiocres. De plus des vassaux traditionnels des Mac Murchadha la famille O'Byrne s'étaient eux aussi renforcés entre 1269 et 1273 c'est pourquoi en 1274 Muirchertach entre en conflit ouvert avec l'administration anglaise peut-être aussi  parce que ses relations s'étaient détériorées avec Roger Bigot ou encore plus simplement pour assurer le maintien de sa prééminence parmi les Irlandais indépendants du Leinster.
Dès l'année suivante il est capturé par Walter l'Enfaut,  un chevalier qui avait été au service du Lord justicier James de Audley  mais pendant son internement son frère Art mac Domnaill prend sa place et défait à Glenmalure en 1276, Geoffrey de Geneville Malgré les tentatives de Robert de Ufford le nouveau Lord justicier d’arrêter le conflit Muirchertach libéré demeure menaçant. Robert Bigot rencontre les deux frères en 1279 et leur aurait fait délivrer le 24 juillet 1280 un sauf-conduit pour se rendre en Angleterre. Muirchertach de nouveau incarcéré à Dublin en 1281 tente de négocier en vain avec les Anglais du Leinster. Les deux frères étaient devenus si menaçants que Stephen de Fulbourn évêque de Waterford depuis juin 1274 devenu le nouveau Justicier d'Irlande malgré le sauf-conduit qu'ils auraient reçus, les fait assassiner alors qu'il allait s'embarquer pour l'Angleterre à Arklow le 21 juillet 1282 Les Annales d'Innisfallen relèvent que « Muirchertach Mac Murchada, roi de Laigin, et son frère Art Mac Murchada, sont traîtreusement tués par les étrangers  »

## Postérité
Muirchertach laisse un fils Muiris (fl. 1295) père de Muirchertach mac Muiris qui disputera le trône aux descendants d'Art mac Domnaill (tué en 1282) et qui sera l'ancêtre des MacMurrough-Kavanagh postérieurs.

## Sources
- (en) Dictionary of Irish Biography : Emmett O'Byrne MacMurrough (Mac Murchada), Muirchertach
- (en) T.W Moody, F.X. Martin et F.J. Byrne, A New History of Ireland IX Maps, Genealogies, Lists. A companion to Irish History part II, Oxford, Oxford University Press, 2011, 690 p. (ISBN 978-0-19-959306-4).
- (en) Goddard Henry Orpen (Introduction de Seán Duffy), Ireland under the Normands 1169-1333, t. 4, Dublin, Four Courts Press (réédition), 2005, 633 p. (ISBN 9781846828188), p. 16-20